# Лука „Дунав” АД Панчево
Лука „Дунав” АД Панчево или "Дунавска лука„ (шифра БЕЛЕКС: ЛКДН) је српска компанија са седиштем у Панчеву, покрајина Војводина. Ради у сектору транспорта и логистике.

## Историја
Лука „Дунав” АД Панчево налази се на 1.153 км реке Дунав, на раскршћу паневропских коридора VII за речну пловидбу и X за друмско-железнички саобраћај, који повезују тржиште Југоисточне Европе. Обухвата комплекс од 94 хектара и акваториј површине 21 хектара, што је чини једном од највећих међународних речних лука у Србији и највећом луком у региону. Значајан обим терета који се претовари, позиционирао је луку у  региону са најјачим предностима у речном транспорту и ефикасну алтернативу европској железници и друмском саобраћају. 
Дана 11. јануара 2007. године Лука Дунав Панчево примљена је на тржиште Београдске берзе. 

## Активности
Лука Дунав руководи транспортом, посебно камионима, везаним за делатност Луке Панчево, на Дунаву . Обезбеђује претовар робе између железничког и друмског транспорта и речног транспорта, утовар и истовар контејнера, складиштење и вагање робе. Такође нуди услуге транспорта терета и производњу или продају грађевинског материјала. 
Као додатак услугама претовара, складиштења, шпедиције и консултантских услуга, у склопу луке свакодневно послују Царина, агенти, контролне куће, Железнице Србије, као и специјалне услуге снабдевања. 

## Подаци о берзи
Дана 29. марта 2013. године, лука је вредела 1 600 динара (14,32 EUR).  Највишу цену имала је од 23 900 RSD (214,04 EUR) 19. априла 2007. године и најнижу цену, 1 000 RSD (8,95 EUR) 18. априла 2003. године. 
Капитал Луке „Дунав” Панчево припада 92.18% правним лицима, од чега 32,94% Inter Expo d.o.o. (у стечају), 24.37% Enigma International и 23.97% City Port d.o.o. 